# U-195
U-195 — большая океанская немецкая подводная лодка типа IXD1, времён Второй мировой войны.

## История строительства
Заказ на постройку субмарины был отдан 4 ноября 1940 года. Лодка была заложена 15 мая 1941 года на верфи компании АГ Везер в Бремене под строительным номером 1041, спущена на воду 8 апреля 1942 года, вошла в строй 5 сентября 1942 года под командованием капитан-лейтенанта Гейнца Буххольца.

## Командиры лодки
- 5 сентября 1942 года — 17 октября 1943 года капитан-лейтенант (корветтен-капитан) Гейнц Буххольц
- 16 апреля 1944 года — 8 мая 1945 года оберлейтенант Фридрих Штейнфельдт

## Флотилии
- 5 сентября 1942 года — 31 марта 1943 года 4-я флотилия (учебная)
- 1 апреля — 1 сентября 1943 года 12-я флотилия
- ремонт и переоборудование
- 1 мая — 30 сентября 1944 года 12-я флотилия
- 1 октября 1944 года — 8 мая 1945 года 33-я флотилия

## Боевой путь
Лодка совершила 3 боевых похода, потопила 2 судна суммарным водоизмещением 14 391 брт и одно судно повредила (6 797 брт).
U-195 была одной из двух лодок модификации IXD1. В 1943-1944 годах она прошла переоборудование в транспортную лодку прорыва блокады. Действовала в Индийском океане, после капитуляции Германии была интернирована японцами, экипаж взят в плен, 15 июля 1945 года вошла в Императорский флот Японии под обозначением I-506. Капитулировала в Джакарте в августе 1945 года, разделана на металл в 1947 году.